# Hazu (Aichi)
Hazu (jap. 幡豆町, -chō) war eine japanische Gemeinde in der Präfektur Aichi im Landkreis Hazu. 2011 wurde sie wie der gesamte Landkreis in die kreisfreie Stadt Nishio eingemeindet.

## Geografie
Die Stadt liegt an der Küste der Mikawa-Bucht. Im Norden ist die Stadt abgegrenzt durch das Sangane-Gebirge (三ヶ根山). Von der darauf errichteten gebührenpflichtigen Sangane-Skyline-Road hat man eine gute Aussicht auf die Mikawa-Bucht. Zu Hazu gehören auch die beiden kleinen Inseln Maejima (前島, auch Usagishima (うさぎ島, „Haseninsel“); 34° 46′ 45″ N, 137° 8′ 40″ O) und Oki(no)shima (沖(ノ)島, auch Saru-ga-shima (猿ヶ島, „Insel der Affen“); 34° 46′ 19″ N, 137° 8′ 47″ O). Hazu wird hauptsächlich unterteilt in die Ortsteile Higashi-Hazu (東幡豆, Ost-Hazu), Terabe (寺部, Tempelbezirk), Nishi-Hazu (西幡豆, West-Hazu) und Toba (鳥羽). Hazu hat sich im Jahr 2011 zusammen mit den beiden anderen Städten im Landkreis Hazu, Kira (吉良町) und Isshiki (一色町), der Stadt Nishio (西尾市) angeschlossen und ging darin auf.

## Sehenswürdigkeiten
Im Osten von Hazu gibt es außerdem das Kodomo no Kuni (子供の国, „Kinderland“), einen kleinen Themenpark für Kinder. Im Ortsteil Terabe nahe dem Rathaus befindet sich ein kleines Geschichtsmuseum. In der Nähe davon befand sich ursprünglich die Burg Terabe (寺部城, Terabe-jō).

## Verkehrsverbindungen
Hazu ist erreichbar via Auto oder Bahn von Anjō oder Gamagōri aus durch die Meitetsu Gamagōri-Linie. Hazu hat vier Bahnhöfe an dieser Linie, Kodomonokuni, Higashi-Hazu, Nishi-Hazu und Mikawa-Toba. Der vor wenigen Jahren neu angelegte Internationale Flughafen Chūbu (中部国際空港, Chūbu Kokusai Kūkō) befindet sich ebenfalls innerhalb von 30–45 Autominuten von Hazu.

## Angrenzende Städte und Gemeinden
- Gamagōri
- Kōta
- Kira
- Nishio

## Söhne und Töchter der Stadt
- Shōta Minami (* 1982), Schauspieler
- Takahashi Mizuko (1852–1927), Ärztin
- Tōru Sugiura (* 1952), Baseball-Spieler